# Olympische Jugend-Sommerspiele 2010/Teilnehmer (Iran)
| Gelbes Symbol für Goldmedaillen mit stilisierten Olympischen Ringen | Graues Symbol für Silbermedaillen mit stilisierten Olympischen Ringen | Braundes Symbol für Bronzemedaillen mit stilisierten Olympischen Ringen |
| ------------------------------------------------------------------- | --------------------------------------------------------------------- | ----------------------------------------------------------------------- |
| 2                                                                   | 2                                                                     | 1                                                                       |

Die Jugend-Olympiamannschaft der Islamischen Republik Iran für die I. Olympischen Jugend-Sommerspiele vom 14. bis 26. August 2010 in Singapur bestand aus 52 Athleten. Fahnenträger bei der Eröffnungsfeier war der Basketballspieler Amir Sedighi.

## Athleten nach Sportarten

### Basketball
Jungen
- 3 × 3: 11. Platz
- Mohammad Ojaghi
- Sajjad Mashayekhi
- Amir Sedighi
- Arman Zangeneh

### Bogenschießen
Mädchen
- Yasaman Shirian
Einzel: Sechzehntelfinale
Mixed: Sechzehntelfinale (mit Ibrahim Sabry  Ägypten)

### Boxen
Jungen
- Bijan Khojasteh
Halbschwergewicht: 6. Platz

### Fußball
Mädchen
- 4. Platz
- Mahdieh Amighi
- Fatemeh Khalaji
- Kosar Kamali
- Nastaran Moradloo
- Sarshin Kamangar
- Yasaman Pakjoo
- Mogharrab Zadhosseinali
- Shahin Aflaki
- Fatemeh Adeli
- Fatemeh Ardestani
- Behnaz Taherkhani
- Maryam Nami
- Fatemeh Shirafkannejad
- Soghra Farmani
- Zahra Koravand
- Ainaz Fallah
- Azita Malmoli
- Hanieh Mirzaei

### Gewichtheben
Jungen
- Mohsen Ghazalian
Klasse bis 69 kg: 7. Platz
- Alireza Kazeminejad
Gold  Klasse über 85 kg

### Judo
Jungen
- Farshid Ghasemi
Klasse bis 66 kg: 7. Platz
Mixed Mannschaft: 9. Platz (im Team Paris)
- Shayan Nassirpour
Klasse bis 100 kg: 7. Platz

### Kanu
Jungen
- Ali Aghamirzaei
Kajak-Einer Slalom: 11. Platz/3. Runde
Kajak-Einer Sprint: 9. Platz/3. Runde

### Leichtathletik
Jungen
- Mohammad Reza Vazifehdoust
Hochsprung: 11. Platz

### Ringen
Jungen
- Mehran Sheikhi
Silber  Klasse bis 46 kg Freistil
- Mehrdad Khamseh
Klasse bis 42 kg griechisch-römisch: 5. Platz
- Yousef Ghaderian
Bronze  Klasse bis 69 kg griechisch-römisch

### Schießen
| Mädchen - Yasaman Heidari Luftpistole 10 m: 16. Platz (Qualifikation) | Jungen - Sepehr Saffari Luftpistole 10 m: 12. Platz (Qualifikation) |

### Schwimmen
Jungen
- Ahmad Reza Jalali
50 m Freistil: 23. Platz (Qualifikation)
100 m Schmetterling: 26. Platz (Qualifikation)
200 m Lagen: 23. Platz (Qualifikation)
- Homayoun Haghighi
100 m Schmetterling: 27. Platz (Qualifikation)
200 m Schmetterling: 19. Platz (Qualifikation)

### Taekwondo
| Mädchen - Maryam Shirjahani Klasse bis 44 kg: 9. Platz | Jungen - Mohammad Soleimani Silber Klasse bis 48 kg - Kaveh Rezaei Gold Klasse bis 55 kg |

### Volleyball
Jungen
- 5. Platz
- Alireza Nasr Esfahani
- Ata Zeraatgar
- Shahab Ahmadi
- Ramin Khani
- Faramarz Zarif
- Ali Nodouzpour
- Kamal Ghoreishi
- Ali Daneshpour
- Mooud Aghapour
- Javad Hosseinabadi
- Meisam Faridi
- Babak Amiri